# Heinz Strunk

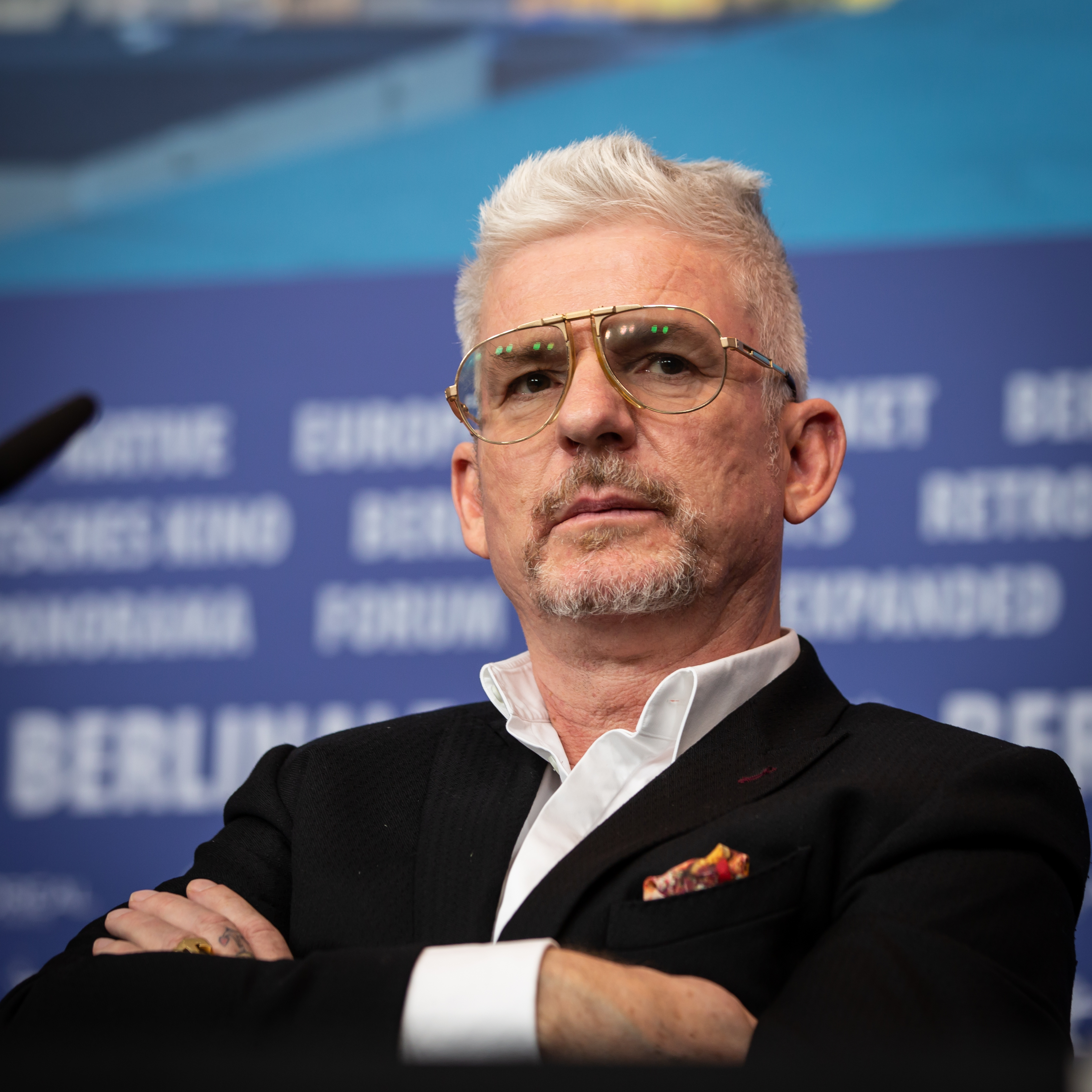
Heinz Strunk auf der Berlinale 2019, bei der Pressekonferenz für den Film Der Goldene Handschuh

Heinz Strunk (eigentlich: Mathias Halfpape; * 17. Mai 1962 in Bevensen) ist ein deutscher Schriftsteller, Musiker, Hörspielproduzent, Satiriker, Schauspieler, Drehbuchautor und Regisseur. Zusammen mit Jacques Palminger und Rocko Schamoni bildet er das humoristische Trio Studio Braun.

## Leben
Mathias Halfpape wurde in Bevensen in der Lüneburger Heide geboren und wuchs im Hamburger Stadtteil Langenbek auf, der zum Bezirk Harburg gehört. Seine alleinerziehende Mutter, Margarete (Gretchen) Halfpape, war Privatlehrerin für Klavier und Blockflöte an der Musikschule Hanhoopsfeld in Hamburg-Harburg. Seinen Vater, einen Historiker, dessen SS-Mitgliedschaft nach seinem Tod bekannt wurde, lernte Halfpape erst mit 15 Jahren während einer Vortragsreise in Bad Salzuflen kennen. Er war mit einer anderen Frau verheiratet und hatte fünf weitere Kinder. Die Eltern seiner Mutter, Walter und Friedel Halfpape, geb. Beuger, stammten aus dem Harz.
Als Halfpape zwölf Jahre alt war, wurde bei seiner Mutter, die Treffen des Marburger Kreises besuchte, eine schizoaffektive Psychose diagnostiziert. Nach mehreren Psychiatrieaufenthalten und einem Selbstmordversuch war sie bettlägerig. Er pflegte seine Mutter vier Jahre lang in seiner Wohnung bis zu ihrem Tod im Alter von 73 Jahren und verarbeitete ihr Schicksal später in zahlreichen Werken. Die Mutter starb 1998, als Halfpape 36 Jahre alt war.
Seit seiner Jugend litt Halfpape an starker Acne conglobata, die er erst mit der Einnahme eines starken Medikaments im Alter von 26 Jahren überwand. Während der Schulzeit erhielt er klassischen Musikunterricht an der Querflöte und dem Saxophon. Im Alter von 18 Jahren erkrankte er aufgrund von Cannabis-Missbrauch an einer Psychose. Bis zum Alter von 24 litt er an starken Depressionen. Jahrelang litt er außerdem an Angstzuständen, gegen die er Psychopharmaka einnahm. Er begann eine Psychoanalyse und verlor dadurch nach eigenen Angaben seinen evangelischen Glauben. Heute bezeichnet Strunk sich als Atheist. Seit seinem 19. Lebensjahr spielt er regelmäßig an Spielautomaten, was er häufig in seinen literarischen Texten verarbeitet. Er ist Inhaber einer Ehrenkarte des Hamburger Casino Esplanade.
Nach der sechsten Klasse wechselte Strunk auf die Realschule und kam später aufs Gymnasium. Nach dem Abitur 1983 bereitete er sich auf die Aufnahmeprüfung an einer Musikhochschule vor. Seine Bewerbung beim Heeresmusikkorps der Bundeswehr war erfolgreich. Den Wehrdienst trat er als Sanitätssoldat in der Tannenbergkaserne Marburg an, wurde jedoch aufgrund psychischer Probleme nach drei Wochen ausgemustert. 1983 spielte Halfpape in der Neue-Deutsche-Welle-Band Täglich Morde. 1984 besuchte er den Popkurs an der Hochschule für Musik und Theater Hamburg, 1993 ein zweites Mal. Er gehörte Michy Reinckes Band an, die mit Liedern wie Valerie Valerie und einer A-cappella-Version von Taxi nach Paris Erfolge feierte. Zusammen mit Sängerin Anja Krenz produzierte er 1989 als Dis Noir das Album Paradise is Far Away. Von 1985 bis 1997 war er Mitglied der Tanzband Tiffany’s, mit der er durch den norddeutschen Raum tourte.
Seit der Produktion Spaß mit Heinz (1992) veröffentlicht er unter dem Pseudonym Heinz Strunk, das später als Alter Ego in seinen Romanen figuriert und von dem der Spitzname „Heinzer“ abgeleitet ist. Strunk gab später an, das erfundene Pseudonym gefalle ihm nicht, er werde es jedoch nicht mehr ablegen. Außerdem entwickelte er die Figur Jürgen Dose, die er als seine „Lebensfigur“ bezeichnet und mit Dittsche von Olli Dittrich vergleicht. Als Protagonist tritt Jürgen Dose in Trittschall im Kriechkeller (1996) und dem daraus hervorgegangenen Roman Jürgen (2017) auf. 1993 gelangte Spaß mit Heinz an Bela B, den Schlagzeuger der Band Die Ärzte. Durch ihn wurde das Album an Rocko Schamoni weitergeleitet, der später mit Strunk und Jacques Palminger das Trio Studio Braun gründete. Auf dem im selben Jahr erschienenen Album Die Bestie in Menschengestalt von den Ärzten ist Strunks Stimme am Anfang des Liedes Gehirn-Stürm zu hören.
1997 war er in Werbespots für Lipton-Eistee zu sehen. Ab 1998 hatte Strunk Gastauftritte in der Sat.1-Wochenshow mit dem Programm Offener Kanal Hamburg-Harburg. Er war mit mehreren Comedians Teil einer Pilotfolge für ein Comedy-Format auf dem Sender, das jedoch nicht realisiert wurde. Später äußerte er sich immer wieder negativ über deutsche Comedians. Von 2000 bis 2001 moderierte er die Jürgen-Dose-Schau auf Radio Fritz. 2001 war er als Jürgen Dose in Urlaubsvertretung Moderator der Sendung Salon Helga auf FM4. 2003 moderierte Strunk die VIVA-Sendung Fleischmann TV. Nach einigen im Eigenvertrieb erschienenen CDs veröffentlichte Strunk 2003 sein erstes regulär verlegtes Album mit dem Titel Einz, dem im Juni 2005 das zweite Album mit dem Titel Trittschall im Kriechkeller folgte.
Bei der Bundestagswahl 2005 kandidierte Strunk nach Rocko Schamoni auf Platz zwei der Hamburger Wahlliste der PARTEI, ohne der Partei beizutreten. Bei der Hamburger Bürgerschaftswahl am 24. Februar 2008 kandidierte er als Spitzenkandidat auf Platz 1 der Landesliste. Bei der Bürgerschaftswahl 2011 war er erneut Spitzenkandidat und ging darüber hinaus ausdrücklich als Kandidat für das Amt des Ersten Bürgermeisters ins Rennen. Er erzielte 0,75 Prozent der Wählerstimmen.
Im Hamburger Schanzenviertel war er 2017 und 2018 zusammen mit Ex-RAF-Mitglied Karl-Heinz Dellwo an dem lateinamerikanischen Lokal Cantina Popular beteiligt, wodurch er 106.000 Euro verlor. 2023 beteiligte er sich am von Alvaro Piña Otey betriebenen Hamburger Bistro Carmagnole.
Strunk lebt im Hamburger Bezirk Altona. Er ist ledig und kinderlos, er bezeichnet sich als „Hagestolz“.

## Literarisches und filmisches Werk
Nach seinem 40. Geburtstag erlebte Strunk eine psychische Krise. Seine damalige Lebensgefährtin riet ihm, seine Erlebnisse als Tanzmusiker in einem Roman niederzuschreiben. 2004 erschien sein stark autobiografisch gefärbtes Buch Fleisch ist mein Gemüse, in dem er über seine Erlebnisse mit Tiffany’s (im Roman Tiffanys geschrieben) reflektiert und das Schicksal eines ambitionierten Musikers in einer mittelmäßigen Tanzkapelle mit skurrilen Milieu-Beschreibungen der norddeutschen Provinz schildert. Als Erstauflage wurden 4000 Exemplare gedruckt. Das Buch verkaufte sich bis Februar 2012 über 400.000 Mal.
2008 erschien im Rowohlt Verlag der Roman Die Zunge Europas, in dem der Protagonist Markus Erdmann, ein Comedy-Autor, sieben Tage seines Lebens beschreibt. 2005 wurde im Deutschen Schauspielhaus die Operette Phoenix – Wem gehört das Licht uraufgeführt, die auf dem Bestseller Fleisch ist mein Gemüse basiert und bei der auch die anderen beiden Mitglieder von Studio Braun mitwirkten. Das Buch wurde 2005 von Annette Berger als Hörspiel bearbeitet. Im gleichen Jahr erschien das Hörbuch zum Roman. Auch alle weiteren Bücher hat Strunk als Hörbücher beim Label Roof Music eingelesen. Neben seinen Lesungen aus Fleisch ist mein Gemüse trat Strunk mit Charlotte Roche auf, mit der er aus einer Doktorarbeit aus dem Jahre 1978 mit dem Titel Penisverletzungen bei Masturbation mit Staubsaugern las.
Im Frühjahr 2007 wurde Fleisch ist mein Gemüse unter der Regie von Christian Görlitz verfilmt. Strunk selbst ist als Kommentator in den Film eingebunden. Die Uraufführung der Theaterfassung von Fleisch ist mein Gemüse – Eine Landjugend mit Musik fand am 19. Januar 2010 im Kleinen Schauspielhaus der Wuppertaler Bühnen unter der Leitung von Iwona Jera statt. Zusammen mit dem österreichischen Satiriker-Duo Stermann & Grissemann und dem Regisseur Antonin Svoboda drehte Strunk zwei Filme: 2007 Immer nie am Meer und 2015 Drei Eier im Glas. Der Roman Heinz Strunk in Afrika (2011) handelt von einer Reise nach Kenia mit Christoph Grissemann.
Von 2012 bis 2021 schrieb Strunk eine monatliche Kolumne im Satiremagazin Titanic. Sie hieß zunächst Das Strunk-Prinzip (2014 als Buch erschienen), seit 2015 trugen sie den Namen Heinz Strunks Intimschatulle (2019 als Buch erschienen). Das Ende der Kolumne führte er auf das Geschlechterverhältnis innerhalb des Magazins zurück und bezeichnete es als „Ausmusterung“.

Von 2013 bis 2021 trat Heinz Strunk im TV-Satiremagazin extra 3 als „Experte“ auf. 2014 gab Strunk unter dem Titel Der zurück in sein Haus gestopfte Jäger eine Sammlung mit Erzählungen des Schriftstellers Botho Strauß heraus.

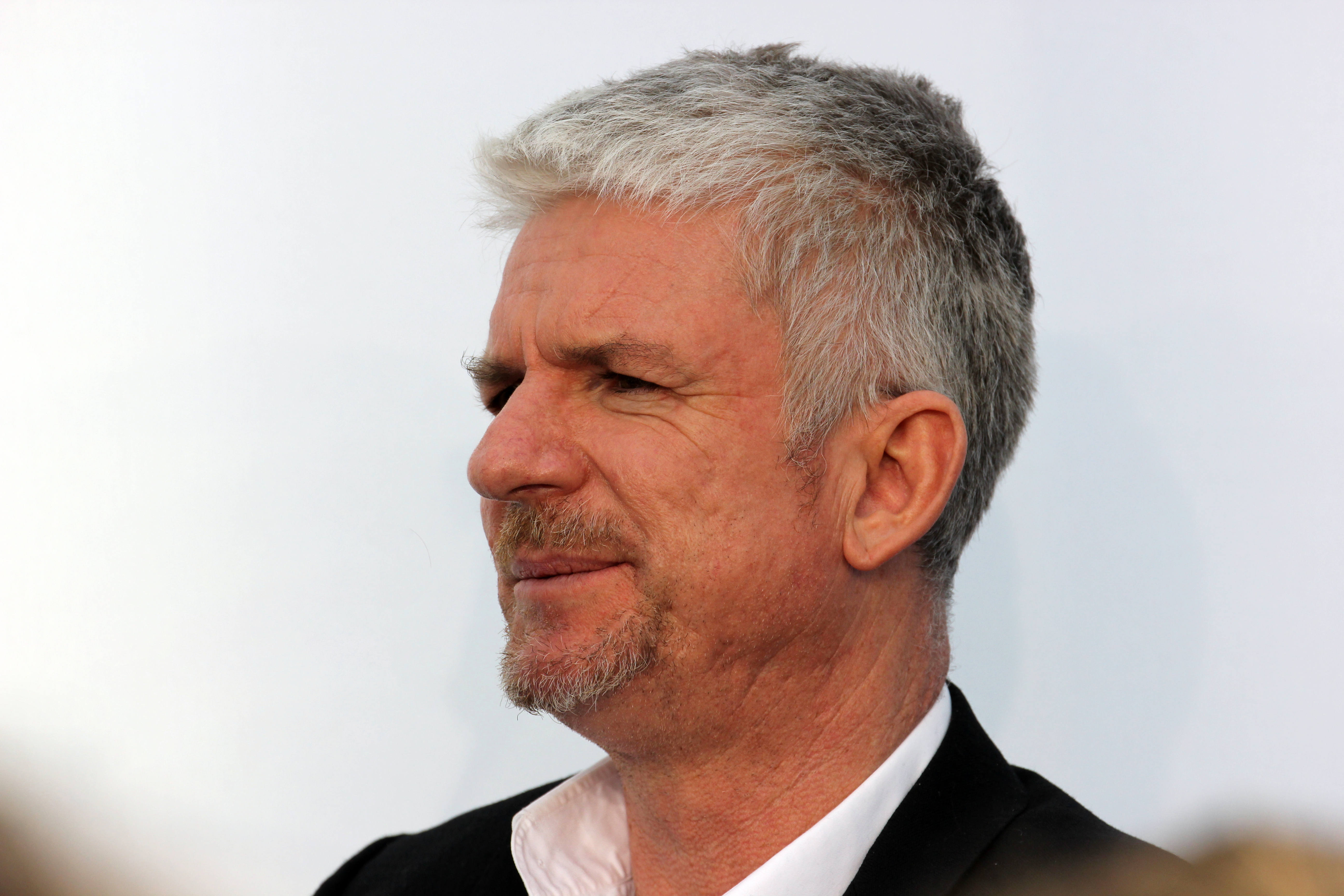
Heinz Strunk auf der Leipziger Buchmesse 2016

2016 erschien sein Roman Der goldene Handschuh, dessen Protagonist der Hamburger Serienmörder Fritz Honka ist. Honka verkehrte in der titelgebenden Kneipe in Hamburg-St. Pauli, deren regelmäßiger Gast später auch Strunk wurde. Der Roman wurde für den Preis der Leipziger Buchmesse nominiert. Zudem konnte sich das Werk den Platz 2 in der hr-Hörbuchbestenliste für den April 2016 sichern und wurde mit dem Wilhelm Raabe-Literaturpreis 2016 ausgezeichnet. Der im Dezember 2016 im NDR ausgestrahlte Jahresrückblick Herr Strunk, Herr Schulz und das Jahr 2016, für den Strunk gemeinsam mit Olli Schulz vor der Kamera stand, wurde für den Grimme-Preis in der Kategorie Unterhaltung nominiert. In der Verfilmung von Jürgen – Heute wird gelebt (2017) spielte Strunk die Titelrolle. Zusammen mit Charly Hübner (als Doses Freund Bernd Würmer) erhielt er 2018 eine Goldene Kamera für den besten deutschen Fernsehfilm.
2018 erschien der Erzählungsband Das Teemännchen. 2019 veröffentlichte er gesammelte Texte seiner Titanic-Kolumne Heinz Strunks Intimschatulle als Buch unter dem Titel Nach Notat zu Bett. Im Juli 2021 erschien sein Roman Es ist immer so schön mit dir.
Im Juni 2022 erschien der Roman Ein Sommer in Niendorf. Ein Kapitel in einer Kneipe basiert auf einer Tonbandaufnahme, die Strunk in den 1990er-Jahren in einer Lübecker Kneipe aufgenommen hat. Mit dem Buch stand Strunk eine Woche auf Platz 1 der Spiegel-Bestsellerliste Hardcover Belletristik. Zudem wurde es für den Deutschen Buchpreis nominiert. 
Strunk veröffentlichte am 6. Oktober 2023 die sechsteilige Serie Last Exit Schinkenstraße über zwei arbeitslose Tanzmusiker auf Mallorca, die auf Amazon Prime ausgestrahlt wird.
2024 erschien der Roman Zauberberg 2 zum 100. Jubiläum von Thomas Manns Roman Der Zauberberg.

## Literarische Einflüsse
Zu seinen wichtigsten literarischen Einflüssen zählt Strunk amerikanische Erzähler wie Philip Roth, John Cheever, Richard Ford, Jeffrey Eugenides und Denis Johnson, außerdem Michel Houellebecq, J. M. Coetzee, Franz Kafka und Anton Tschechow. In der 2014 herausgegebenen Textsammlung Der zurück in sein Haus gestopfte Jäger bezeichnet Strunk Botho Strauß als den „Autor seines Lebens“. Im Roman Fleckenteufel (2009) thematisiert er frühe Leseerfahrungen mit Landser-Heften und Charles Bukowski. In Die Zunge Europas (2008) zitiert er wiederholt den Philosophen Peter Sloterdijk. In seiner als literarisches Tagebuch Nach Notat zu Bett (2019) veröffentlichten Kolumne Heinz Strunks Intimschatulle widmet er sich ausführlich der Lektüre von Tagebuchautoren des 20. (Franz Kafka, André Gide, Max Frisch) und des 21. Jahrhunderts (Rainald Goetz, Fritz J. Raddatz). Auch Albert Speers Spandauer Tagebücher werden zitiert. Die phantastischen Erzählungen im Band Der gelbe Elefant (2023) sind laut Strunk von Edgar Allan Poe inspiriert. Neben literarischen Einflüssen verwendet Strunk zahlreiche Zitate aus Trash-TV-Sendungen, insbesondere aus Die Wollnys – Eine schrecklich große Familie.

## Hörspiele und Musik
Nach dem Scheitern als Komponist und Produzent, etwa mit der NDW-Band Täglich Morde und dem Pop-Album Paradise is Far Away (1989), wandte sich Halfpape unter dem Pseudonym Heinz Strunk der Produktion von humoristischen Kurzhörspielen und Musikstücken zu. Strunk produzierte Material, das er seit Anfang der 1990er Jahre auf verschiedenen Tonträgern veröffentlichte. Strunks Vorbilder in der Gattung des humoristischen Kurzhörspiels sind Heino Jaeger und Helge Schneider. Auf Strunks erster CD Spaß mit Heinz (1992) sind unter anderem Jens Carstens, Anja Krenz und Jovanka von Wilsdorf von der Band Quarks beteiligt. Auf der CD Der Mettwurstpapst (1995) sind die Stimmen der Band Die Ärzte zu hören. Zunächst nahm Strunk mit einer Acht-Spur-Bandmaschine auf, später mit dem DAW-Programm Logic. Strunk verfügt nach eigenen Angaben über ein umfangreiches Geräuscharchiv von Audiodateien mit Field Recordings und Samples, darunter zahlreiche Varianten menschlicher Körperäußerungen wie Blähungen und Rülpsen. Die Hauptfigur in Strunks Roman Es ist immer so schön mit dir (2021), ein Hörspiel- und Hörbuchproduzent, verfügt über eine ähnliche Bibliothek von Geräuschen.
Als Musiker hatte Strunk verschiedene Gastauftritte mit Bands, etwa am Saxophon bei Blumfeld oder 2011 mit Scooter im Volksparkstadion, wo er ein Solo auf der Querflöte zu How Much Is the Fish? spielte. Zudem ist er in Scooters Video Can’t Stop the Hardcore zu sehen. Auf dem Ärzte-Album Planet Punk aus dem Jahr 1995 spielt Heinz Strunk Querflöte bei den Songs Rod loves You und Meine Ex(plodierte Freundin) – bei letzterem Song spricht er auch die Textzeile „… im Raum verteilt“. Im Jahr 2020 spielte er für selbige Band auf dem Album HELL erneut Querflöte auf dem Lied True Romance.

### Kurzhörspiele
Zahlreiche Kurzhörspiele bestehen aus Radio-Werbespots für fiktive Produkte wie die „Kackstelze“, eine mobile Vorrichtung zur Defäkation; die Gesellschaftsspiele „Verstopfung“ und „Lustgreis“, der „Speichelschwamm Gregor“, die „Popelhilfe Edgar“, das „Kartoffelnasenmesser“, die Folteragentur „Folter Lübcke“, das Angebot „Strukturpflege“, das Fleischerzeugnis „Eichmanns schlimme Augenwurst“ sowie eine Sitcom über Tiere, die ihren Beruf verfehlt haben (ein vergesslicher Lawinenhund und eine unbegabte Brieftaube). Ein wiederkehrender Herstellername ist die fiktive Firma Dose („Dose Chemie“, „Dose Spiele“). Weitere wiederkehrende Szenarien spielen in Arztpraxen, Krankenhäusern (Extremities, Der Wanderhode, Der Irrtum, Leistung, Der Krankenhausbesuch), Klassenzimmern (Arschbrand, Pykniker) und bei Interviews (XXL-Votze, Bad Segeberg, Malte, Mit bloßen Händen, Milchglasscheibe, Unter die Dusche!, Massenkarambolage). Zwei Zyklen von Kurzhörspielen gruppieren sich um Strunks Alter-Ego-Figur Jürgen Dose: das 1996 veröffentlichte Album Juergen Dose – Trittschall im Kriechkeller sowie die 2005 erschienene CD Heinz Strunk – Trittschall im Kriechkeller. Aus dem Leben des Jürgen Dose.
Charakteristisch für Strunks Sprechtechnik, die auch in seinen Hörbüchern zum Einsatz kommt, sind Versprecher und Sprechlacher, undeutliche Aussprache und Sprachfehler wie Lispeln und Stottern. Für einen starken Sprachfehler, der Näseln mit undeutlichen Konsonanten verbindet, zieht sich Strunk mit den Daumen die Mundwinkel auseinander, während er sich mit weiteren Fingern die Nase zuhält. Die Technik kommt unter anderem bei der Figur von Jürgen Doses Freund Bernd Würmer zum Einsatz. Sein angeborener Sprachfehler wird als „Tubalippe“ bezeichnet, in Anspielung auf die umgangssprachliche Bezeichnung für eine Berufskrankheit von Tubisten. Für einige Figuren verstellt Strunk seine Stimme, um einen Effekt altersbedingter Dysphonie zu erzielen. Olli Schulz verwendet im Podcast Fest & Flauschig eine ähnliche, von Strunk beeinflusste Technik. Bei zahlreichen Kurzhörspielen sowie Telefonscherzen von Studio Braun (Hausbar, Dunstabzugshaube) verfremdet Strunk seine Stimme mithilfe von Pitch- und Formant-Effekten. Auf verschiedenen Stücken sind Gaststimmen zu hören. In Kinderliedern übernimmt ein Kind die Singstimme. Einige Stücke verwenden Samples aus früheren Produktionen mit weiblichem Soul-Gesang (Jung und dick).

### Musik
Strunks Musikstücke verwenden Elemente der elektronischen Musik (Teilebahn, Stop den Wahnsinn!!!), des Schlagers (Mutter ist ein Sexmaschien, Schokospiele mit Ursula, Das Strunkerlied, Alarmstufe Rahmstufe-Song, Pykniker-Song), von Kinderlied (Mein bester Freund, Bazill-Song, Immer locker-Song), Easy Listening (Unsere Mission) und Spoken Word (AA-Fingers, Erwachende Leiber, Phantasie in Moll, Saugetücher, Stupor, Das Lied vom Einbruch). Strunks eigene musikalische Einflüsse liegen im Jazz. Sein Jugendvorbild an der Querflöte war Ian Anderson. Zur Instrumentierung verwendet Strunk überwiegend elektronische Schlagzeugrhythmen, Synthesizer und Holzblasinstrumente. Mehrere Stücke enthalten Querflötensoli, wie sie Strunk auch im Kinofilm Fraktus verwendet. Charakteristisch für seinen Saxophon-Stil ist der expressive Gebrauch des Altissimo-Registers. Seine literarischen Lesungen enthalten häufig musikalische Einlagen mit Querflöte oder Saxophon.

Verschiedene Texte hat Strunk mehrfach vertont, darunter Saugetücher, ein lobender Text über die Saugkraft von Küchentüchern. Strunk hat den Text zunächst 1992 in Hörspielform produziert (hier liest ihn eine Mutter als Kindergedicht) und später als Sprechgesang mit elektronischen Beats (auf den Alben Fraktus – Welcome To The Internet von 2015 und Aufstand der dünnen Hipsterärmchen, 2019). Das reimlose Gedicht Saugetücher verwendet wie andere Texte (Das Licht ist nicht für Mich, AA-Fingers, Kleins Wohnung) eine fiktive Reduktionssprache:
Ich war neulich weg, hab gekauft die Tücher

Die alles saugen auf, wenn man wo geschweint hat

Meine Freunde war’n begeistert, haben gleich gepisst auf Boden

Um zu sehen, wie die Tücher saugen alles auf
Strunk hat verschiedene Texte aus dem Genre der Invektive vertont, darunter Neunmalkluger Naseweis, Scheißhausalien, Fernsehkoch, Langsame Esser und Alter Vater. Das Stück Kleidersammlung von Fraktus geht auf einen Text von Strunks NDW-Band Täglich Morde aus den 1980er Jahren zurück. Im Juli 2022 veröffentlichte er unter dem Pseudonym Pierre Panade die Ballermann-Parodie Breit in 100 Sekunden, die in Zusammenarbeit mit dem Zeitmagazin entstand.

### Podcasts
2018 produzierte Strunk den 10-teiligen Hörspiel-Podcast Familienaufstellung für Spotify. Die Audioserie verwendet zahlreiche frühere Kurzhörspiele und Musikstücke als Samples oder Textvorlagen. Das Titelstück Dackelblut (wie die gleichnamige Hamburger Punkband) war zuvor in zwei Versionen auf Trittschall im Kriechkeller (2005) und Sie nannten ihn Dreirad (2015) erschienen. Strunk produzierte die Folgen, die aus bis zu 60 Spuren bestehen, vollständig selbst.
Von Mai bis Oktober 2021 veröffentlichte er den von Studio Bummens produzierten Podcast Fenster auf Kipp, in dem er mit seinem Alter Ego „Heinzer“ spricht, zunächst wöchentlich, ab Juni 2021 täglich. Den Titel Fenster auf Kipp hatte er in seiner Titanic-Kolumne, als deren Fortsetzung der Podcast gedacht ist, als fiktiven Romantitel verwendet. Die Klaviermelodie der Titelmusik ist bereits im Stück AA-Fingers zu hören. Der Podcast enthält bisher unveröffentlichte Werbespots der Firma Dose. Das Ende des Podcasts erklären die beiden Hauptfiguren damit, dass der Dose-Konzern die finanzielle Unterstützung eingestellt habe.
Im Juli 2021 erschien statt des Podcasts die achtteilige Hörspielserie Heinz Strunk und der Blauwal, in der unter anderem Bjarne Mädel, Charly Hübner, Lina Beckmann, Olli Schulz und Melika Foroutan mitwirken. Die Bezeichnung „Blauwal“, die der Schriftsteller Uwe Tellkamp in seinem Roman Der Turm für Werke über 500 Seiten verwendet, bezieht sich laut Strunk auf ein „Opus Magnum“. Die von Strunk als „Audio-Sitcom“ bezeichnete Serie handelt vom Schreiben seines Romans Es ist immer so schön mit dir und verwendet Figurennamen und Episoden, die bereits in Strunks Titanic-Kolumne und dem Buch Nach Notat zu Bett auftreten. Die letzte Folge enthält den Beginn der Hörbuchfassung des Romans. 2022 war Strunk mit Cathy Hummels im SWR-Podcast 1 plus 1 – Freundschaft auf Zeit zu hören.

## Werke

### Tonträger
Solo
- Spaß mit Heinz (CD), 1992
- Der Mettwurstpapst (CD), 1995
- Trittschall im Kriechkeller (CD), 1996 (2005 neu aufgelegt)
- Der Schlagoberst kommt (CD), 1999
- Einz (CD), 2003
- Mit Hass gekocht (CD), 2006
- Der Schorfopa (CD), 2007
- Mutter ist ein Sexmaschien (CD), 2010
- Sie nannten ihn Dreirad (CD), 2015
- Die gläserne Milf, 2017
- Familienaufstellung (Spotify), 2018
- Aufstand der dünnen Hipsterärmchen (CD), 2019

Mit Studio Braun / Fraktus
- Gespräche 1 (CD), 1999
- Gespräche 2 (CD), 2000
- Jeans Gags (CD), 2001
- Fear Of A Gag Planet (CD), 2002
- Ein Kessel Braunes (CD), 2004
- Braunes Gold (CD), 2012
- Millennium Edition (CD), 2012
- Welcome to the Internet (CD), 2015

Mit anderen Künstlern
- Paradise is Far Away (mit Anja Krenz als Dis Noir), 1989
- Frauen sind böse (mit Stephan Remmler), 2006
- Retro EP (mit Yasmin K. als Polka Team), 2014
- Immer in Bewegung (mit Revolverheld bei MTV Unplugged), 2015
- EM-Song für besorgte Bürger (mit Revolverheld und Christian Ehring), 2016

### Bücher
- Fleisch ist mein Gemüse. Roman. Rowohlt Taschenbuch, Reinbek 2004, ISBN 978-3-499-23711-9.
- Die Zunge Europas. Roman. Rowohlt, Reinbek 2008, ISBN 978-3-498-06398-6.
- Fleckenteufel. Roman. Rowohlt Taschenbuch, Reinbek 2009, ISBN 978-3-499-25224-2 (Überarbeitete Neuausgabe Rowohlt Taschenbuch, Reinbek 2018, ISBN 978-3-499-27481-7.).
- Heinz Strunk in Afrika. Rowohlt Polaris, Reinbek 2011, ISBN 978-3-86252-002-2.
- Junge rettet Freund aus Teich. Roman. Rowohlt Polaris, Reinbek 2013, ISBN 978-3-498-06426-6.
- als Herausgeber: Der zurück in sein Haus gestopfte Jäger. Rowohlt Taschenbuch, Reinbek 2014, ISBN 978-3-499-26755-0 (mit Texten von Botho Strauß).
- Das Strunk-Prinzip. Rowohlt Taschenbuch, Reinbek 2014, ISBN 978-3-499-26943-1.
- Der goldene Handschuh. Roman. Rowohlt, Reinbek 2016, ISBN 978-3-498-06436-5.
- Jürgen. Roman. Rowohlt Hundert Augen, Reinbek 2017, ISBN 978-3-498-03574-7.
- Das Teemännchen. [Erzählungen]. Rowohlt, Reinbek 2018, ISBN 978-3-498-06449-5.
- Nach Notat zu Bett. Heinz Strunks Intimschatulle. Rowohlt, Hamburg 2019, ISBN 978-3-498-00124-7.
- Es ist immer so schön mit dir. Roman. Rowohlt, Hamburg 2021, ISBN 978-3-498-00198-8.
- Ein Sommer in Niendorf. Roman. Rowohlt, Hamburg 2022, ISBN 978-3-498-00292-3.
- Der gelbe Elefant. [Erzählungen]. Rowohlt, Hamburg 2023, ISBN 978-3-498-00350-0.
- (mit vents137 und Typeholics) Die Käsis. Eine illustrierte Abenteuergeschichte von Heinz Strunk, Carlsen, Hamburg 2023, ISBN 978-3-8303-3665-5.
- Zauberberg 2. Roman. Rowohlt, Hamburg 2024, ISBN 978-3-498-00711-9.
- Kein Geld Kein Glück Kein Sprit. Rowohlt, Hamburg 2025, ISBN 978-3-498-00768-3.

Die Bücher sind jeweils auch als Hörbuchfassung (gelesen von Heinz Strunk) bei Roof Music erschienen.

### Filme
(als Drehbuchautor und Schauspieler)
- 1999: Derby – Fußball ist kein Wunschkonzert (D, Kurzfilm, Regie: Ingo Haeb) (nur Schauspieler)
- 2007: Immer nie am Meer (Ö, Regie: Antonin Svoboda)
- 2007: Zeit (Kurzfilm, Regie: Frank Schneider, Produktion: Filmstyler Pictures GmbH)
- 2008: Fleisch ist mein Gemüse (D, Verfilmung seines Romans)
- 2011: Trittschall im Kriechkeller – Die neue Schwester (D, Kurzfilm, Regie: Lars Jessen)
- 2012: Fraktus (D, Kinofilm, Regie: Lars Jessen)
- 2014: Banklady (D, Kinofilm, Regie: Christian Alvart)
- 2015: Drei Eier im Glas (Ö, Regie: Antonin Svoboda)
- 2017: Jürgen – Heute wird gelebt (D, Regie: Lars Jessen)
- 2019: Der Goldene Handschuh (Cameo) (D, Verfilmung seines Romans, Regie: Fatih Akın)

### Fernsehserie
(als Drehbuchautor und Schauspieler)
- 2014–2021: extra 3 (Magazin, 64 Folge)
- 2023: Last Exit Schinkenstraße (D, 6 Folge)

(als Schauspieler)
- 2007: Die Kanzlei (D, 1 Folge)
- 2008: Großstadtrevier (D, 1 Folge)
- 2014: Mord mit Aussicht (D, Folge 3x12, Regie: Lars Jessen)
- 2021: Der große Olli Schulz Adventskalender (D, 1 Folge)
- 2023: Die Discounter (D, Folge 3x3, Regie: Emil Belton, Oskar Belton, Bruno Alexander)

## Auszeichnungen
- 2016: Wilhelm Raabe-Literaturpreis
- 2018: Goldene Kamera
- 2020: Kasseler Literaturpreis für grotesken Humor[67]
- 2021: Longlist zum Deutschen Buchpreis mit Es ist immer so schön mit dir
- 2022: Longlist zum Deutschen Buchpreis mit Ein Sommer in Niendorf